# Zizinho
Zizinho, původním jménem Thomaz Soares da Silva (14. října 1921 – 8. února 2002) byl brazilský fotbalista. Hrával na pozici útočníka. S brazilskou reprezentací získal stříbrnou medaili na mistrovství světa roku 1950, kde se rovněž dostal do all-stars týmu a poté co FIFA začala roku 1950 vyhlašovat nejlepšího hráče mistrovství, byl zpětně označen právě za nejlepšího fotbalistu tohoto šampionátu a dostal tzv. Zlatý míč. Celkem za národní tým odehrál 53 utkání, v nichž vstřelil 30 branek. Mezinárodní federace fotbalových historiků a statistiků (IFFHS) ho vyhlásila 4. nejlepším brazilským fotbalistou 20. století. Pelé ho několikrát označil za svůj největší vzor.